# Yellow Creek Township (comté de Chariton, Missouri)
Pour l’article homonyme, voir Yellow Creek Township (comté de Linn, Missouri).
Yellow Creek Township est un township  du comté de Chariton dans le Missouri, aux États-Unis,. Il est fondé en 1840 et baptisé en référence à la rivière Yellow Creek (en).

## Source de la traduction
- (en) Cet article est partiellement ou en totalité issu de l’article de Wikipédia en anglais intitulé « Yellow Creek Township, Chariton County, Missouri » (voir la liste des auteurs).